# Ontologia
L'ontologia, una delle branche fondamentali della filosofia, è lo studio dell'essere in quanto tale, nonché delle sue categorie fondamentali.
Il termine deriva dal greco ὄντος, òntos (genitivo singolare del participio presente del verbo εἶναι, èinai, «essere») e da λόγος, lògos («discorso»), e quindi letteralmente significa «discorso sull'essere», ma può anche derivare direttamente da τά ὄντα, ovvero "gli enti", variamente interpretabili in base alle diverse posizioni filosofiche.

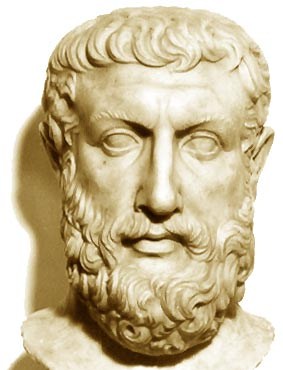
Parmenide, considerato il fondatore dell'ontologia

## Introduzione
Dal punto di vista storico, l'ontologia è considerata una branca della metafisica dalla maggior parte delle impostazioni filosofiche, quali ad esempio l'aristotelismo. Questa attribuzione non è in ogni caso condivisa universalmente: non lo è da alcuni pensatori come Martin Heidegger, o da studiosi che vedono piuttosto la metafisica come ricerca delle cause ultime della realtà, mentre l'ontologia sarebbe soltanto «fenomenologia dell'essere», esplorazione di quel che «è» per come esso si rivela.
Sebbene l'ontologia abbia interessato il pensiero filosofico sin dai suoi primordi, la sua definizione lessicale è molto più tarda. Il termine ontologia fu infatti coniato soltanto agli inizi del XVII secolo da Jacob Lorhard nella prima edizione della sua opera Ogdoas Scholastica (1606), e successivamente utilizzato da Rudolph Göckel per il suo Lessico filosofico (1613); il termine ontologia compare tre volte negli scritti di Leibniz. L'uso invece del termine Ontosophia, introdotto dal cartesiano Johannes Clauberg che nel 1647 pubblicò a Groninga Elementa Philosophiae Seu Ontosophia, non ha avuto fortuna. L'utilizzo di ontologia si imporrà definitivamente grazie a Christian Wolff con il suo trattato Philosophia prima, sive Ontologia del 1729.

### Soggetto, relazione, oggetto
Per ontologia si intende, in un'accezione ristretta, lo studio dell'essere come insieme degli enti, limitatamente a ciò che sembra esistere in concreto o risultare anche solo pensabile, dunque secondo quanto sembrerebbe attestato dai sensi o dalla psiche. In un'accezione più estesa, si intende un'indagine sull'essere al di là degli enti attraverso i quali esso ci si manifesta nelle apparenze e nei fenomeni: la ricerca dell'Essere o del loro fondamento ultimo.
In questa ulteriore accezione, l'ontologia ha finito spesso per riferirsi, nel contesto della metafisica, allo studio dei princìpi primi come le idee platoniche, le essenze, le cose in sé o gli oggetti della logica o della matematica, mentre, nel contesto della teologia, allo studio dello spirito o dell'assoluto.
Se l'ontologia è lo studio del fondamento di quel che esiste, del come esiste, se è solo pensabile, se è costante, universale, accertabile, allora essa implica anche la ricerca del senso profondo di ogni essere reale. Ciò è anche attinente all'antropologia filosofica e quindi alla domanda circa il senso dell'esistenza dell'uomo che pensa e che si pensa.
Ogni domanda intorno al "soggetto", all'"oggetto" e la loro "relazione", dunque tra "io" e "mondo", è anche una domanda ontologica.

## Alcune questioni fondamentali
L'ontologia si occupa pertanto dello studio della natura dell'essere, dell'esistenza e della realtà in generale, così come delle categorie fondamentali dell'essere e delle loro relazioni.
Alcuni dei quesiti essenziali ai quali l'ontologia cerca di rispondere sono:
1. Che cos'è l'esistenza?
2. L'esistenza è una proprietà reale degli oggetti?
3. Qual è la relazione tra un oggetto e le sue proprietà?
4. È possibile distinguere proprietà essenziali e proprietà accidentali di un oggetto?
5. Il problema dell'essenza o della sostanza
6. Che cos'è un oggetto fisico?
7. Che cosa significa dire che un oggetto fisico esiste?
8. Che cosa costituisce l'identità di un oggetto?
9. Quando un oggetto cessa di esistere, invece di cambiare semplicemente?
10. Il problema degli universali.

### Differenze terminologiche tra essere ed esistenza
Nell'ambito della storia della filosofia va anche tenuto conto di una differenza terminologica tra essere ed esistere che spesso ricorre nella metafisica tradizionale (anche se tralasciata da alcuni autori): mentre l'essere è in sé e per sé, e non ha bisogno di nient'altro, l'esistenza non ha l'essere in proprio ma lo riceve da qualcos'altro. Da questo punto di vista, l'essere è dunque qualcosa di assoluto, l'esistenza invece è subordinata a un essere superiore dal quale dipende. Esistenza infatti deriva etimologicamente dal composto latino ex + sistentia, che significa essere da o essere dopo, ovvero «essere a partire da» qualcos'altro.
Platone fu il primo a distinguere esplicitamente l'essere dall'esistere; in particolare egli attribuiva l'esistenza alla condizione umana, sempre in bilico tra essere e non-essere, sottoposta alla contingenza e al divenire, mentre l'essere è la dimensione ontologica più vera nella quale si trova il mondo delle idee, incorruttibile, immutabile, ed eterno.
Distinzione ripresa da Giambattista Vico, che rimproverava a Cartesio di aver usato impropriamente i due termini, non tenendo conto della loro differenza. Anche Heidegger ha ripreso la distinzione tra essere ed esistere, con particolare riferimento alla condizione umana: l'uomo è un essere calato in una dimensione temporale e transitoria, un "esserci" che vive suo malgrado a contatto col non-essere.

## Storia
I capisaldi dell'ontologia parmenidea, che resteranno validi all'incirca fino a Hegel, erano essenzialmente:
- il principio di non contraddizione, che sarà poi approfondito e reso esplicito da Aristotele,[12] in base al quale la negazione di una verità non può essere vera a sua volta;[13]
- la dimostrazione per assurdo, fatta propria in particolare dall'allievo Zenone, che riconosce la verità di un asserto dimostrando la falsità del suo opposto, non essendovi terze possibilità.[14]

### Parmenide
Padre dell'ontologia è solitamente considerato Parmenide, appartenente ai cosiddetti presocratici.
Parmenide fu il primo a porsi la questione dell'essere nella sua totalità, dunque a porsi il problema, ancora alla sua genesi, dell'ambiguità tra il piano logico, ontologico, linguistico.
In Parmenide la dimensione ontologica risulta preponderante, al punto da sottomettere a sé ogni altro aspetto filosofico, compreso il pensiero stesso. Dinnanzi all'essere, il pensiero può dire soltanto che «è». Qualunque altro predicato si voglia assegnargli, significherebbe oggettivarlo riducendolo a un'entità particolare: sarebbe un pensare il falso e quindi il non-essere; ma poiché quest'ultimo non è, il pensiero diverrebbe perciò inconsistente e cadrebbe nell'errore. Anche i cinque sensi, secondo Parmenide, attestano il falso, perché sono vittime di un'illusione, facendoci credere che il divenire esista.
Da un tale essere ontologicamente perfetto egli deduce i suoi necessari attributi: esso è ingenerato, eterno, immutabile, immobile, finito, uno, omogeneo; caratteristiche che saranno d'ora in poi riferite all'assoluto comunque venga concepito. Platone, Aristotele, e a seguire tutta la filosofia greca, elaborarono progressivamente questo e altri temi, lasciando in eredità alla filosofia quello che è considerato il problema par excellence: il problema dell'esistenza nella sua massima estensione e universalità.

### Leucippo e Democrito
Con Leucippo e poi Democrito, l'essere, che Parmenide aveva teorizzato essere uno e semplice, viene messo in discussione. Esso si scompone infatti nella molteplicità di un numero infinito di atomi, che dell'essere conservano soltanto l'indivisibilità, ma che sono elementi semplici di un cosmo concepito materialisticamente. Nell'incipit della versione di Diogene Laerzio l'ontologia democritea si presenta nei seguenti termini: «Princìpi di tutte le cose sono gli atomi e il vuoto, e tutto il resto è opinione soggettiva; vi sono infiniti mondi, i quali sono generati e corruttibili; nulla viene dal non essere, nulla [dell'essere] può perire e dissolversi nel non essere».

### Platone
Platone restò invece fedele all'ontologia parmenidea, identificandola con la dimensione iperurania delle idee, e tuttavia distinse da quella il piano della logica dialettica, nel tentativo di conciliare l'essere con una concezione della sensibilità che non riducesse quest'ultima a semplice illusione. La dimensione iperurania delle idee costituisce per Platone la vera realtà, mentre la natura materiale è un qualcosa di informe, mescolato al non-essere, che aspira a darsi una "forma". Platone in tal modo concepì l'ontologia in maniera gerarchica, da un massimo fino a un minimo di essere. L'ontologia platonica resta comunque superiore al percorso dialettico che si deve compiere per approdarvi.

### Aristotele
Aristotele, pur non utilizzando il termine ontologia, intese fondare «la scienza dell'essere in quanto essere». L'espressione "in quanto" vuol dire a prescindere dai suoi aspetti accidentali, e quindi in maniera scientifica. Secondo quest'accezione, l'ontologia è dunque la scienza dell'essere in quanto tale, riguardo cioè al suo aspetto intrinseco, ovvero lo studio degli esseri nella misura in cui questi esistono. Egli scrive nel libro IV della Metafisica: 
(Aristotele, Metafisica, IV 2, 1003 a, 32-34)
Essendo una scienza unica a dover studiare la sostanza, l'ontologia è anche «studio degli esseri in quanto esseri», quindi "tutto ciò che è" diventa oggetto dell'ontologia. E di tutto ciò "che è" bisogna conoscere i princìpi e le cause. La conoscenza non solo delle sostanze, ma anche dei princìpi e delle cause di esse, è per Aristotele la "filosofia prima", preliminare a ogni ulteriore sviluppo della speculazione nei campi dell'etica e della logica.
Anche in Aristotele l'ontologia resta comunque preponderante rispetto alla dimensione logica ed empirica: solo l'intuizione intellettuale per lui è in grado di accedervi.

### Stoicismo
Nell'ontologia stoica l'essere si identifica innanzitutto con l'ordine conferito da Dio che pervade il tutto. Esso è quindi divino, necessario, razionale, perfetto ed eterno. Lo regolano due princìpi, il poioùn, attivo, e il pàschon passivo. Si tratta di un principio divino immanente al cosmo stesso, che pervade, ordina e razionalizza il mondo che è una specie di "corpo globale". Dio è perciò intelligenza e potenza e nello stesso tempo ordine (tàxis), ragione (logos) e necessità (ananke). L'ontologia stoica, fondata sulla presenza di un principio spirituale detto pneuma (o soffio vitale) che guida e dispone l'universo secondo un piano intelligente, si contrappone al materialismo epicureo, che risulta invece dominato da un cieco e rigido meccanicismo.

### Neoplatonismo
Nell'ambito del neoplatonismo, Plotino recupera la concezione parmenidea dell'unità del tutto. Ma l'Uno plotiniano è persino al di là dell'essere e perciò rimane trascendente rispetto a esso. Come già in Platone, l'essere si stratifica dialetticamente per livelli ontologici come in una scala dove due processi contrari portano, in una direzione ad andare verso l'Uno, nell'altra ad allontanarsi da Lui. Al vertice dell'essere stanno la seconda e la terza delle ipostasi divine: l'intelletto e l'anima. Da questa per caduta verso il basso si formano le realtà inferiori: uomo, animali, piante, oggetti inanimati.

### Filosofia medievale
Nella scolastica medievale, l'ontologia è stata studiata in relazione alla teologia cristiana, in particolare rispetto ad alcune questioni fondamentali relative a Dio (esistenza, unicità, rapporti con il mondo e con l'uomo). La Scolastica ha però anche operato una profonda revisione dei concetti classici, coniugando la tradizione platonica e quella aristotelica coi valori della fede cristiana. Da parte degli Scolastici anche la terminologia filosofica risulta fortemente riformata, e quanto meno sino a tutto il Seicento largamente utilizzata.

### L'età cartesiana
Durante il Seicento la riflessione di Cartesio ripropose il problema ontologico in chiave nuova rispetto a come lo si era affrontato intellettualmente in precedenza; egli fu il primo a ricondurre l'intero edificio del sapere umano all'asserzione fondamentale: "cogito ergo sum" (penso dunque sono). Dalla certezza del mio pensiero, cioè dall'auto-evidenza della mia esistenza, Cartesio faceva derivare la possibilità di ogni altra realtà, in quanto rappresentava la prima, e più certa, forma di conoscenza possibile: l'oggetto tout-court. Egli non negava l'esistenza autonoma di una res extensa, o sostanza materiale, al di fuori della propria res cogitans (sostanza pensante), ma la considerava vera nella misura in cui riusciva ad averne una coscienza chiara e distinta.
L'indubitabilità (o performatività) del metodo offerto dal cogito ergo sum divenne tuttavia sin da allora oggetto di discussioni, dando luogo al problema di come conciliare secondo logica la compresenza di due diverse sostanze ontologiche. Avendo inoltre ricondotto l'ontologia alla dimensione puramente esistenziale del soggetto, egli era precipitato nel profondamente criticato solipsismo: per Cartesio, infatti, il pensiero logico sarebbe in grado di dedurre l'essere da solo, senza bisogno di aprirsi a una dimensione trascendente. Per rimediare a tali difficoltà, Cartesio era giunto a elaborare tre prove ontologiche dell'esistenza di Dio, il quale si renderebbe garante del metodo in virtù del fatto che Egli «non può ingannarci».
Pascal gli contestò per questo di usare Dio come mezzo (per «dare un colpetto al mondo») anziché farne il fine della filosofia. Giambattista Vico rimproverò a Cartesio di aver identificato l'essere con la propria realtà interiore, riducendo l'ontologia a una mera conseguenza dei suoi pensieri. Rifacendosi alla distinzione tra essere ed esistere, Cartesio secondo Vico non avrebbe potuto affermare «penso dunque sono», bensì «penso dunque esisto». Spinoza, per rimediare al dualismo cartesiano, lo ricondusse all'unità facendo del pensiero e dell'estensione due attributi di un'unica sostanza. Leibniz per parte sua riaffermò che non può esservi alcun salto incolmabile tra spirito e materia, ma solo infiniti passaggi dall'uno all'altra, che strutturano l'essere in una graduale infinità di sostanze o monadi.

### Kant
Nell'opera di Immanuel Kant non viene data una trattazione sistematica dei problemi ontologici, dato che le categorie dell'essere sono considerate forme a priori del pensiero e non determinazioni dell'essere. La teoria kantiana tuttavia è centrata emblematicamente sul rifiuto della dimostrazione ontologica dell'esistenza di Dio. Kant asserisce Sein ist offenbar kein reales Prädikat (l'essere non è ovviamente un predicato reale), ovvero in base al suo sistema di categorie, bisogna distinguere l'uso del verbo essere a valore attributivo ("S è P") da quello a valore esistenziale ("S è"). L'esistenza non è quindi un "predicabile" di un ente. Possiamo avere il concetto di Dio nel pensiero, la sua essenza, ma non è possibile tradurre questa conoscenza intellettiva in una prova della sua esistenza reale. La differenza tra reale e ideale viene illustrata da un esempio, la differenza tra "avere 100 talleri e pensare di averli", con cui Kant vuole indicare da un lato la dimensione puramente empirica dell'esistenza, e dall'altro la dimensione ideale della ragion pura, che si configura come la struttura ultima della ragione, la quale pensa l'essere come "l'insieme di ogni possibilità per la determinazione completa d'ogni cosa" ma, appunto, soltanto come un'"idea". A differenza delle categorie aristoteliche, che hanno un valore sia ontologico sia gnoseologico in quanto forme dell'essere e del pensiero, le categorie kantiane hanno una portata esclusivamente gnoseologico-trascendentale, in quanto forme a priori dell'intelletto che non valgono per l'essere in senso ontologico, ma solo per il pensiero in senso logico-formale, cosa che gli valse l'accusa di fenomenismo da parte dei suoi contemporanei: secondo Kant, infatti, l'essere non viene colto al livello immediato dell'intuizione intellettuale (che per Platone e Aristotele costituiva il vertice della conoscenza), ma sarebbe una semplice copula assegnata e ricondotta dal nostro io all'ambito limitato del fenomeno, su cui il ragionamento esercita poi, tramite le categorie, la sua funzione critica e mediatrice. Kant fu in sostanza accusato di aver svuotato l'essere della sua stessa dimensione ontologica, ponendo la ragione critica al di sopra dell'intuizione, che in Kant è unicamente sensibile.

### Hegel
In seguito fu l'idealismo tedesco a elaborare tale tema.
In Hegel la dimensione ontologica diventa totalmente sottomessa a quella gnoseologica. Con l'asserto «ciò che è razionale è reale, ciò che è reale è razionale», e con la sua dialettica triadica, Hegel sostenne la possibilità del sapere assoluto, essendo lo "spirito" (l'essere) logicamente comprensibile.

Hegel di fatto estromise l'ontologia dalla filosofia, presumendo che il pensiero fosse in grado di giustificarsi da sé. La staticità parmenidea divenne dinamica, e l'essere fu fatto trapassare nel divenire. In tal modo Hegel sovvertì la logica aristotelica di non-contraddizione, facendo coincidere l'essere col suo contrario, cioè col non-essere. L'ontologia hegeliana non è più la dimensione intuitiva e trascendente da cui scaturisce il pensiero (com'era nella filosofia classica), ma viene posta alla fine: è il risultato di una mediazione, di un processo logico.
Dopo Hegel il problema ontologico, nelle sue possibili ramificazioni, divenne il nodo centrale di molte filosofie che a lui seguirono.
In molti riproposero il problema, che in verità è trattato in modo più o meno indiretto in ogni filosofia.

### Trendelenburg
Nella prima metà del XIX secolo avviene una rinascita aristotelica, in gran parte in seguito all'opera di Friedrich Adolf Trendelenburg e dei suoi studenti (in particolare Hermann Bonitz, Karl Prantl e Franz Brentano). Questo recupero della tradizione aristotelica, non solo tramite edizioni critiche, ma anche con una riattualizzazione in senso sistematico, si accompagna nel pensiero di Trendelenburg a una critica dell'idealismo hegeliano e a un confronto critico con Kant. In particolare, Trendelenburg provvede a una nuova interpretazione linguistico-grammaticale della categorie di Aristotele. Il soggetto grammaticale corrisponderebbe alla sostanza e quindi alla categoria dell'essere, mentre le altre categorie corrisponderebbero agli accidenti e quindi ai predicabili nel senso più generale. Trendelenburg tese anche a un recupero della logica aristotelica, contro quella (trascendentale) kantiana e (dialettica) hegeliana. Nella sua Organische Weltanschauung (Concezione organica del mondo), basata su Aristotele, ricopre un ruolo fondamentale il concetto di movimento costruttivo che unifica essere e pensiero. Per Trendelenburg questa era anche una presupposizione non esplicitata della dialettica hegeliana. D'altra parte, contro Kant, le forme del pensiero sono considerate intimamente legate alla realtà e quindi sia soggettive sia oggettive.

### Brentano
Le posizioni di Trendelenburg furono ulteriormente sviluppate dal suo allievo Franz Brentano. La sua dissertazione Sui molteplici significati dell'essere in Aristotele (1862) non testimonia solo l'influenza del suo maestro o di Aristotele per il suo pensiero, ma anche del tomismo e della scolastica medievale. Infatti, volgendosi più verso la psicologia con le sue opere successive, Sulla Psicologia di Aristotele (1867) e Psicologia dal punto di vista empirico (1874), reintroduce l'idea, benché modificata, dell'intenzionalità come caratteristica fondamentale della coscienza nella filosofia contemporanea. Sull'analisi degli atti intenzionali si basano anche alcune delle controversie fondamentali dell'ontologia tra i suoi allievi. Infatti, in un atto di coscienza si può distinguere l'oggetto intenzionale immanente e l'oggetto inteso trascendente. Per Brentano fondamentalmente solo il primo, quello immanente è reale in quanto parte reale dell'atto stesso, la cui evidenza è innegabile. Seguendo Trendelenburg, Brentano collega il soggetto linguistico alla sostanza e le categorie al predicato, proponendo una sostanziale riforma della logica aristotelica su base scolastica, dove il tipo fondamentale di giudizio è quello esistenziale. In un giudizio esistenziale affermativo viene riconosciuta l'esistenza di un oggetto e solo successivamente possono essergli attribuite proprietà tramite predicazione categoriale. Nell'ultima fase del suo pensiero Brentano quindi approderà al reismo, in cui vengono accettati solo oggetti attualmente esistenti, e rigettate tutte le tipologie di oggetti irreali, proposizioni in sé o oggetti di ordine superiore, come Gestalten e Sachverhalte.

### Stumpf
Tra gli allievi di Brentano, fu Carl Stumpf a introdurre nelle sue lezioni di logica del 1888 un concetto fondamentale per lo sviluppo dell'ontologia, l'idea dello "stato di cose": Sachverhalt. Per Stumpf bisogna distinguere tra l'oggetto di cui si predica qualcosa in un giudizio "S è P", la sua materia, e il contenuto del giudizio stesso, lo Sachverhalt. Seguendo un suo esempio, nel giudizio "Dio esiste" bisogna distinguere la materia "Dio" dallo stato di cose "l'esistenza di Dio". Nell'ontologia di Brentano questo equivale a distinguere il contenuto del giudizio dal contenuto della semplice presentazione. Lo Sachverhalt è il correlato ontologico di un giudizio e come tale svolge una funzione fondamentale in vari filosofi di generazioni successive, i.a. il Wittgenstein del Tractatus, il giovane Husserl e Adolf Reinach. La distinzione tra il contenuto del giudizio dal contenuto della semplice presentazione, cioè materia e Sachverhalt, verrà reso da Meinong come la distinzione tra oggetto e oggettivo.

### Meinong
Alexius Meinong nella sua opera Sulla Teoria dell'Oggetto distingue tre modalità dell'essere: esistenza (Existenz), sussistenza o consistenza (Bestand) e l'essere-dato (Gegebenheit). Il primo caso consiste negli ordinari oggetti concreti (e.g. alberi), il secondo negli oggetti astratti o logicamente possibili (e.g. numeri), il terzo negli oggetti logicamente impossibili (e.g. il cerchio quadrato). In questo contesto, Meinong individua anche oggetti di ordine superiore o oggetti fondati, dipendenti dagli oggetti di ordine inferiore (e.g. relazioni, complessi, Gestalten). Secondo Meinong si possono distinguere quattro classi di attività mentali: la presentazione (das Vorstellen), il pensiero (das Denken), il sentire (das Fühlen), e il desiderio (das Begehren). Dal lato dell'ontologia a queste corrispondono quattro classi di oggetti: "oggettità" (Objekt), "oggettivo" (Objectiv), "dignitativo", e "desiderativo". Come per Brentano, non si può presentare senza presentare qualcosa e ai diversi tipi di presentazione e attività fondate su di esso corrispondono diverse tipologie di oggetti. Per Meinong non solo si può presentare ciò che non esiste, ma questo ha anche lo status ontologico di oggetto, indipendentemente dal fatto se all'oggetto immanente corrisponde o meno un oggetto trascendente. Su queste classi si basa la Gegenstandstheorie di Meinong, che vuole essere un'ontologia nel senso di una scienza degli oggetti. Tale scienza, come scienza dell'oggetto in quanto oggetto è la scienza dell'ente in quanto ente, indipendentemente dal suo essere, visto che sono contemplati anche oggetti "oltre l'essere e il non-essere".

### Husserl
Combinando intuizioni del suo maestro Brentano e dei suoi studi matematici, Edmund Husserl svilupperà una concezione di ontologia formale che comprende la matematica, la logica formale e la Mannigfaltigkeitslehre (teoria della molteplicità) in quanto non è tanto l'ontologia come studio dell'essere in quanto essere, ma l'ontologia come studio dell'ente in quanto ente, i.e., non distando poi troppo da Christian Wolff, lo studio delle proprietà comuni a tutti gli enti possibili. Le scienze specializzate studierebbero invece ontologie regionali, i.e. enti di un certo tipo, un sottoinsieme di enti. Parte integrante di una tale ontologia è la mereologia. Oggetti possono essere semplici o complessi, i.e. avere parti. Queste parti possono essere indipendenti (pezzi) o dipendenti (momenti) e la dipendenza può essere reciproca (e.g. colore ed estensione) o unilaterale (giudizio e presentazione). Nel caso di contenuti dipendenti, le parti da cui dipendono sono anche dette fondamenta e oggetti di ordine superiore (e.g. Gestalten) sono anche chiamate "contenuti fondati". L'ontologia formale è strettamente connessa alla logica formale, dove l'una tratta delle categorie di oggetti, l'altra tratta delle categorie di significati. Dopo la svolta trascendentale, l'ontologia naturale rimane parte del punto di vista fenomenologico come correlato oggettuale, implicato dalle scienze naturali. L'ontologia fondamentale diventa però quella della coscienza, che esibisce una trascendenza in immanenza, cioè non è ulteriormente riducibile dall'epochè. L'essere trascendente viene ricondotto (re-ducere) alle sue fondamenta, non nel reale psicologicamente immanente come in Brentano, ma nell'essere assoluto della coscienza.

### Heidegger
Sicuramente degno di nota è Martin Heidegger, che dell'essere fece il concetto cardine della sua filosofia. Nel suo testo più famoso, Essere e tempo, egli opera la radicale distinzione tra ontico e ontologico, ovvero tra l'esistenza come semplice "presenza" (ente) e l'essere in quanto essere. Scopo del suo pensiero, soprattutto nella prima fase, fu di svolgere un'"ontologia fondamentale", che si radicasse sulla differenza ontologica tra essere ed ente, mostrando cioè l'irriducibilità dell'essere a semplice essente.
L'essere viene qui inteso come l'altro dell'ente, ossia ciò che rende possibile l'apparire dell'ente ma che nel contempo si vela in questa apertura. L'ontologia fondamentale consiste dunque per Heidegger nel pensare l'essere come ciò che si manifesta, sottraendosi, nell'essente: un essere inteso cioè non come oggetto, ma piuttosto, con un'immagine affine alla teologia neoplatonica, come la "luce" grazie a cui è possibile vedere gli oggetti (noi non vediamo mai la luce in sé, ma soltanto gli oggetti che da essa vengono illuminati). Heidegger in proposito usa la parola Lichtung, la quale in tedesco significa propriamente «radura», ma anche «illuminazione»: l'essere è la radura dell'ente, nel senso che consente di far luce su di esso, ma è una luce che consiste nel proprio stesso "diradarsi" e quindi venir meno.
Sebbene possa sembrare che il percorso tracciato da Essere e Tempo raggiunga il suo scopo, sia per il linguaggio sia per il nuovo approccio al problema ontologico, in realtà si tratta di un'opera rimasta incompiuta, in quanto Heidegger perviene alla comprensione che il problema dell'essere è indistricabilmente correlato al problema del linguaggio, ovvero alla necessità di elaborare un linguaggio libero da compromissioni con la metafisica tradizionale, che aveva ridotto l'essere a ente sommo fra tutti.
In seguito, con la "svolta linguistica" e, in generale, con tutte le filosofie contemporanee, il problema dell'essere ha assunto diverse forme e diverse interpretazioni, trovando non di rado applicazioni concrete in alcune discipline.

## Ontologia e fisica
Per quanto gli interessi di questo studio possano sembrare astratti, alcune questioni ontologiche hanno avuto impatto sulla fisica moderna, in particolare sulla fisica delle particelle. A livello di fondamenti o di filosofia della fisica, si parla talvolta di ontologia fondamentale o primitiva, intendendo un qualche genere di ontologia realista in relazione alla determinazione degli enti ammessi da una teoria. Un approccio antiriduzionista argomenta che gli oggetti non sono "sostanze" ma fasci di proprietà, o collezioni, le cui proprietà emergenti non dipendono da un sostrato fondamentale, ma dalle stesse proprietà generali dei campi. D'altra parte un approccio riduzionista alla teoria quantistica dei campi, ritenendo solo questi reali, relega le particelle che li determinano (i bosoni di gauge) al rango di "mediatori". Uno dei maggiori esponenti dell'orientamento fisicalista è considerato Willard Van Orman Quine.

## Ontologia e informatica
Recentemente il termine "ontologia" (formale) è entrato in uso nel campo dell'intelligenza artificiale e della rappresentazione della conoscenza, per descrivere il modo in cui diversi schemi vengono combinati in una struttura dati contenente tutte le entità rilevanti e le loro relazioni in un dominio. I programmi informatici possono poi usare l'ontologia per una varietà di scopi, tra cui il ragionamento induttivo, la classificazione, e svariate tecniche per la risoluzione di problemi.
Tipicamente, le ontologie informatiche sono strettamente legate a vocabolari controllati – repertori di concetti classificati in un'ontologia fondamentale– in base ai quali tutto il resto deve essere descritto (entro il modello utilizzato). Dal 2001 il termine è stato reso piuttosto popolare grazie all'intensa attività e alla forte crescita della comunità di ricercatori impegnati sul tema del Web semantico. Per estensione si è iniziato a usare il termine per definire generici modelli di dati. Comunque, nonostante la varietà con cui il termine viene utilizzato, nella letteratura specialistica sembra consolidata l'idea che, in informatica, il termine ontologia debba riferirsi specificamente a un tentativo di formulare una concettualizzazione esaustiva e rigorosa nell'ambito di un dato dominio. Si tratta generalmente di una struttura dati gerarchica che contiene tutte le entità rilevanti, le relazioni esistenti fra di esse, le regole, gli assiomi e i vincoli specifici del dominio. Tale struttura viene normalmente formalizzata per mezzo di appositi linguaggi semantici che devono rispondere alle leggi della logica formale (per questo si parla anche di ontologia formale).
L'approccio utilizzato finora porta a risultati finali pratici molto modesti; i sistemi basati sulle ontologie formali non superano di fatto le capacità linguistiche di un infante e raggiungono invece livelli di complessità molto elevati. In quest'ottica è stato di recente rivalutato il linguaggio naturale e sono state ideate delle ontologie semi-formali, che uniscono la dinamicità e la flessibilità del linguaggio naturale alla solida base strutturale dei linguaggi formali. Da queste nuove ontologie, è possibile effettuare non solo deduzioni (così come avviene per i linguaggi logico-formali) ma anche induzioni e adduzioni. Queste ultime non generano sempre ontologie certe e veritiere ma solo "teorie" che per essere definitivamente convalidate ed entrare a far parte delle ontologie "certe" dell'intelligenza artificiale devono poi essere raffrontate o con le altre ontologie esistenti o, attraverso l'esperienza, con la realtà. Questa caratteristica rende l'intelligenza artificiale portatrice di tale meccanismo più flessibile e in grado di adattarsi e apprendere dalla realtà e dalle esperienze.